# Movistar Team (vrouwenwielerploeg)/2025
Deze pagina geeft een overzicht van de vrouwenwielerploeg Movistar Team in 2025.

## Algemeen
Algemeen manager: Sebastian Unzue Gravalos
Ploegleiders: Kelvin Dekker, Pablo Lastras, Xabier Muriel, Jorge Sanz
Fietsmerk: Canyon

## Renners

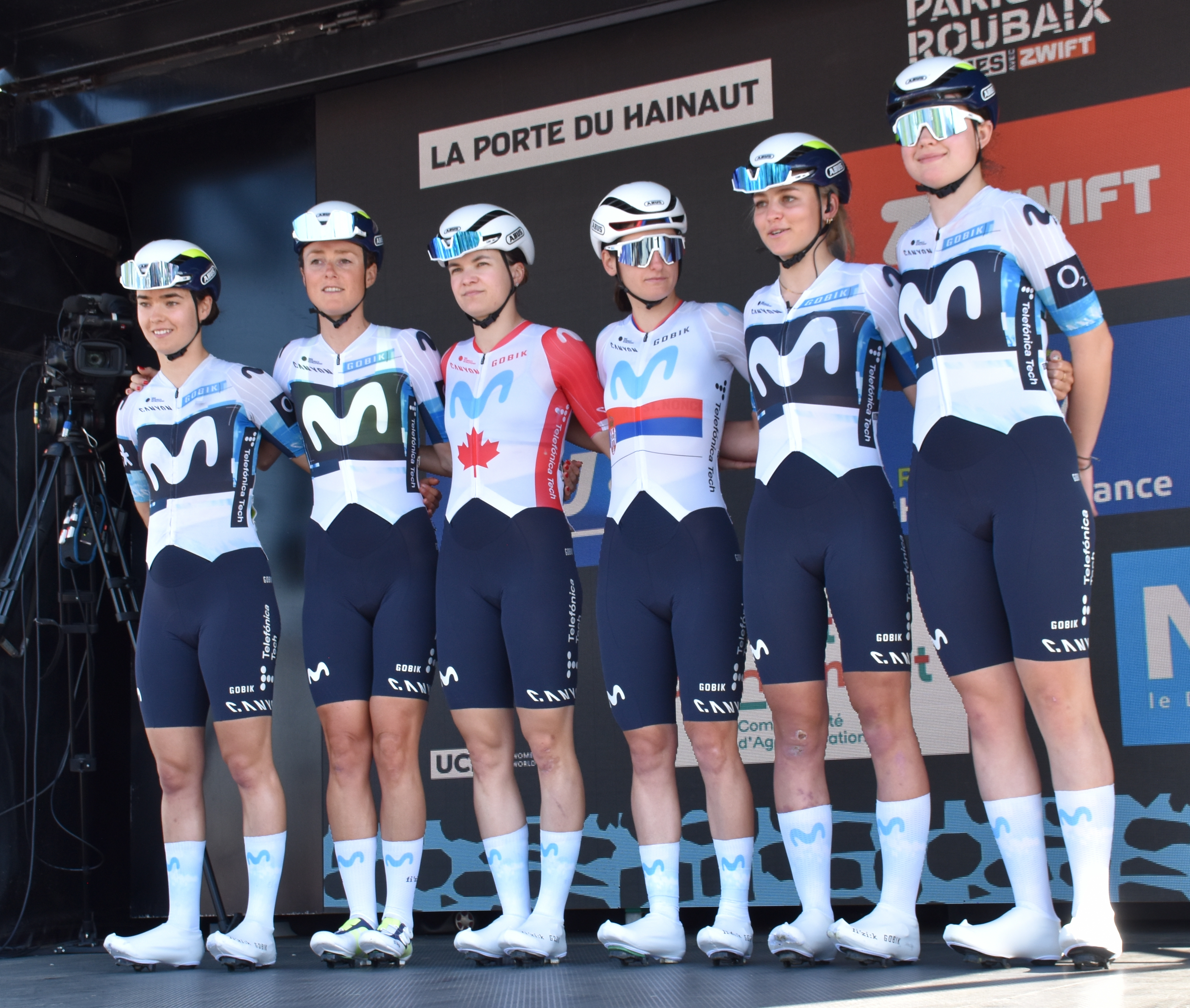
Het team in Parijs-Roubaix 2025.

| Naam                  | Geboortedatum | Nationaliteit       | Ploeg 2024              |
| --------------------- | ------------- | ------------------- | ----------------------- |
| Olivia Baril          | 10-10-1997    | Canada              |                         |
| Aude Biannic          | 27-03-1991    | Frankrijk           |                         |
| Jelena Erić           | 15-01-1996    | Servië              |                         |
| Cat Ferguson          | 27-04-2006    | Verenigd Koninkrijk | Shibden Hopetech Apex   |
| Sheyla Gutiérrez      | 01-01-1994    | Spanje              |                         |
| Liane Lippert         | 13-01-1998    | Duitsland           |                         |
| Carys Lloyd           | 31-12-2006    | Verenigd Koninkrijk | Tofauti Everyone Active |
| Floortje Mackaij      | 18-10-1995    | Nederland           |                         |
| Ana Vitória Magalhães | 24-10-2000    | Brazilië            | BePink-Bongioanni       |
| Sara Martin           | 22-03-1999    | Spanje              |                         |
| Mareille Meijering    | 11-03-1995    | Nederland           |                         |
| Paula Patiño          | 29-03-1997    | Colombia            |                         |
| Marlen Reusser        | 20-09-1991    | Zwitserland         | Team SD Worx-Protime    |
| Laura Ruiz Pérez      | 18-06-2004    | Spanje              |                         |
| Lucia Ruiz Pérez      | 18-06-2004    | Spanje              |                         |
| Arlenis Sierra        | 07-12-1992    | Cuba                |                         |
| Claire Steels         | 09-11-1986    | Verenigd Koninkrijk |                         |

### Stagiairs
Per 1 augustus 2025
| Naam        | Geboortedatum | Nationaliteit | Vorige ploeg |
| ----------- | ------------- | ------------- | ------------ |
| Paula Ostiz | 12-01-2007    | Spanje        | Café Baqué   |

### Vertrokken
| Naam           | Geboortedatum | Nationaliteit | Ploeg 2025 |
| -------------- | ------------- | ------------- | ---------- |
| Emma Norsgaard | 26-07-1999    | Denemarken    | Lidl-Trek  |

## Overwinningen
| Nationale kampioenschappen wielrennen Canada - tijdrit: Olivia Baril Servië - wegwedstrijd: Jelena Erić Spanje - wegwedstrijd: Sara Martin Zwitserland - tijdrit: Marlen Reusser Trofeo Palma Femina Marlen Reusser Clásica Féminas de Navarra Cat Ferguson Ronde van Burgos 3e etappe: Marlen Reusser 4e etappe (ITT): Marlen Reusser Eindklassement: Marlen Reusser Puntenklassement: Marlen Reusser Bergklassement: Marlen Reusser Ronde van Groot-Brittannië 3e etappe: Cat Ferguson Puntenklassement: Cat Ferguson Jongerenklassement: Cat Ferguson | Ronde van Zwitserland 1e etappe: Marlen Reusser 4e etappe: Marlen Reusser Eindklassement: Marlen Reusser Puntenklassement: Marlen Reusser Ronde van Italië 1e etappe (ITT): Marlen Reusser 6e etappe: Liane Lippert 8e etappe: Liane Lippert Ronde van Romandië Bergklassement: Claire Steels |  |

Mannen: 2003 · 2004 · 2005 · 2006 · 2007 · 2008 · 2009 · 2010 · 2011 · 2012 · 2013 · 2014 · 2015 · 2016 · 2017 · 2018 · 2019 · 2020 · 2021 · 2022 · 2023 · 2024 · 2025
Vrouwen: 2018 · 2019 · 2020 · 2021 · 2022 · 2023 · 2024 · 2025
AG Insurance-Soudal · Canyon//SRAM zondacrypto  · Ceratizit-WNT Pro Cycling · FDJ-SUEZ · Fenix-Deceuninck · Human Powered Health · Lidl-Trek · Liv AlUla Jayco · Movistar · Roland · Team Picnic PostNL · SD Worx-Protime · Team Visma|Lease a Bike · UAE Team ADQ · Uno-X Mobility